# James Banks
James Alton Banks III (nacido en Decatur (Georgia) el 16 de enero de 1998) es un jugador de baloncesto profesional estadounidense que pertenece a la plantilla del Aris B.C. de la A1 Ethniki griega. Con 2,06 metros de altura, ocupa la posición de pívot.

## Trayectoria deportiva

### Inicios y universidad
Banks es un pívot natural de Georgia formado en La Lumiere School en La Porte, Indiana, antes de ingresar en 2016 en la Universidad de Texas en Austin para formar parte durante dos temporadas de los Texas Longhorns. En 2016 sería convocado por la selección de baloncesto de Estados Unidos para jugar el FIBA Américas sub-18 con el que jugó 4 encuentros.
Tras dos temporadas en Texas Longhorns, en 2018 James ingresó en el Instituto de Tecnología de Georgia para jugar durante dos temporadas con los Georgia Tech Yellow Jackets. En la temporada 2019-20, promedia 9,4 puntos y 7,5 rebotes por encuentro.

### Profesional
Tras no ser drafteado en 2020, el 27 de agosto de 2020, llega a Europa para jugar en las filas del Hapoel Be'er Sheva B.C. de la Ligat ha'Al por una temporada más otra opcional.
El 22 de febrero de 2021, finalizaría su contrato con el Hapoel Be'er Sheva B.C. de la Ligat Winner israelí.
El 9 de octubre de 2021 firmó con los New Orleans Pelicans, pero fue despedido antes del comienzo de la temporada. Posteriormente ficharía con los Birmingham Squadron como jugador afiliado.
El 9 de febrero de 2022, los Texas Legends ficharon Banks, tras las lesiones que terminaron con la temporada en sus dos pívots, Tyler Davis y Loudon Love.
El 20 de octubre de 2023, Banks firmó con los Boston Celtics pero fue despedido el mismo día. Ocho días después, se unió a los Maine Celtics.
El 28 de agosto de 2024 fichó por el Aris B.C. de la A1 Ethniki griega.

## Selección nacional
Banks fue parte del combinado nacional de Estados Unidos Sub-18 que ganó la medalla de oro en el Campeonato FIBA Américas de 2016 disputado  en Valdivia, Chile, donde promedió 2,3 puntos, 4,5 rebotes y 1,8 tapones por partido.

## Vida personal
Cuando Banks tenía cuatro años, su padre James Banks Jr. murió en un accidente de moto. En febrero de 2015, su madre, Sonja, quedó paralizada en un accidente de tráfico. Trabajaba como asistente legal antes de incorporarse al ministerio. Tiene una hermana mayor llamada Marissa.